# Shaun Livingston
Shaun Livingston (Peoria, 11 de setembro de 1985) é um ex-jogador norte-americano de basquete profissional que, em sua última temporada, jogou pelo Golden State Warriors, disputando a National Basketball Association (NBA). Foi draftado em 2004, na primeira rodada pelo Los Angeles Clippers.

## Estatísticas na NBA

### Temporada regular
| Ano     | Equipe        | PJ  | PI  | MPJ  | %TC  | 3P   | LL    | RT  | AS  | BR  | TO | PPJ |
| ------- | ------------- | --- | --- | ---- | ---- | ---- | ----- | --- | --- | --- | -- | --- |
| 2004-05 | L.A. Clippers | 30  | 15  | 27.1 | .414 | .000 | .746  | 3.0 | 5.0 | 1.1 | .4 | 7.4 |
| 2005-06 | L.A. Clippers | 61  | 14  | 25.0 | .427 | .125 | .688  | 3.0 | 4.5 | .8  | .5 | 5.8 |
| 2006-07 | L.A. Clippers | 54  | 31  | 29.8 | .463 | .313 | .707  | 3.4 | 5.1 | 1.1 | .5 | 9.3 |
| 2008-09 | Miami         | 4   | 0   | 10.3 | .375 | .000 | .750  | 0.5 | 1.0 | .5  | .0 | 2.3 |
| 2008-09 | Oklahoma City | 8   | 1   | 23.8 | .538 | .000 | 1.000 | 3.3 | 2.0 | .6  | .2 | 7.8 |
| 2009-10 | Oklahoma City | 10  | 0   | 13.0 | .313 | .000 | .000  | 2.0 | 1.3 | .5  | .2 | 1.0 |
| 2009-10 | Washington    | 26  | 18  | 25.6 | .535 | .000 | .875  | 2.2 | 4.5 | .5  | .4 | 9.2 |
| 2010-11 | Charlotte     | 73  | 0   | 17.3 | .466 | .250 | .864  | 2.0 | 2.2 | .6  | .4 | 6.6 |
| 2011-12 | Milwaukee     | 58  | 27  | 18.8 | .469 | .667 | .785  | 2.1 | 2.1 | .5  | .3 | 5.5 |
| 2012-13 | Washington    | 17  | 4   | 18.8 | .364 | .000 | 1.000 | 2.2 | 2.2 | .6  | .1 | 3.7 |
| 2012-13 | Cleveland     | 49  | 12  | 23.2 | .507 | .000 | .843  | 2.5 | 3.6 | .8  | .6 | 7.2 |
| 2013-14 | Brooklyn      | 76  | 54  | 26.0 | .483 | .167 | .827  | 3.2 | 3.2 | 1.2 | .4 | 8.3 |
| 2014-15 | Golden State  | 78  | 2   | 18.8 | .500 | .000 | .714  | 2.2 | 3.3 | .6  | .3 | 5.9 |
| 2015-16 | Golden State  | 78  | 3   | 19.5 | .536 | .167 | .860  | 2.2 | 3.0 | .7  | .3 | 6.3 |
| Total   | Total         | 622 | 181 | 22.1 | .477 | .190 | .798  | 2.6 | 3.4 | .8  | .4 | 6.7 |

### Playoffs
| Ano   | Equipe                | PJ | PI | MPJ  | %TC  | 3P    | LL   | RT  | AS  | BR | TO | PPJ |
| ----- | --------------------- | -- | -- | ---- | ---- | ----- | ---- | --- | --- | -- | -- | --- |
| 2006  | L.A. Clippers         | 12 | 0  | 27.7 | .474 | 1.000 | .810 | 4.7 | 4.8 | .6 | .5 | 7.5 |
| 2014  | Brooklyn              | 12 | 10 | 27.1 | .512 | 1.000 | .730 | 3.5 | 3.3 | .4 | .4 | 9.7 |
| 2015  | Golden State Warriors | 21 | 0  | 17.9 | .532 | 0.000 | .840 | 2.4 | 1.8 | .4 | .2 | 5.0 |
| 2016  | Golden State          | 24 | 7  | 21.4 | .488 | .000  | .865 | 3.2 | 3.3 | .5 | .2 | 8.2 |
| Total | Total                 | 69 | 17 | 22.4 | .499 | .500  | .808 | 3.3 | 3.1 | .5 | .3 | 7.3 |